# Cichoriinae
Cichoriinae Cass. ex Dumort., 1829 è una sottotribù di piante angiosperme dicotiledoni della famiglia delle Asteraceae.

## Etimologia
Il nome di questa sottotribù deriva da un suo genere (Cichorium L.) la cui etimologia è difficile da definire. Probabilmente si tratta di un antico nome arabo che potrebbe suonare come Chikouryeh. Sembra (secondo altri testi) che derivi da un nome egizio Kichorion, o forse anche dall'accostamento di due termini Kio (= io) e chorion (= campo); gli antichi greci ad esempio chiamavano alcune piante di questo genere kichora; ma anche kichòria oppure kichòreia. Potrebbe essere quindi che gli arabi abbiano preso dai greci il nome, ma non è certo. La difficoltà nel trovare l'origine di questo nome sta nel fatto che queste piante erano conosciute fin dai primissimi tempi della storia umana. Abbiamo ad esempio delle citazioni relative alle piante di questo genere nel Papiro di Ebers (ca. 1550 a.C.) e Plinio stesso nei suoi scritti citava la specie Cichorium in quanto conosciuta nell'antico Egitto;  il medico greco Galeno consigliava queste piante contro le malattie del fegato; senza contare tutti i riferimenti in epoca romana.
Il nome scientifico è stato definito per la prima volta dai botanici Barthélemy Charles Joseph Dumortier (Tournai, 3 aprile 1797 – 9 giugno 1878), botanico, naturalista e politico belga e Alexandre Henri Gabriel de Cassini (1781 – 1832), botanico e naturalista francese, nella pubblicazione "Analyse des Familles de Plantes: avec l'indication des principaux genres qui s'y rattachent. Tournay - 30. 1829" del 1829.

## Descrizione

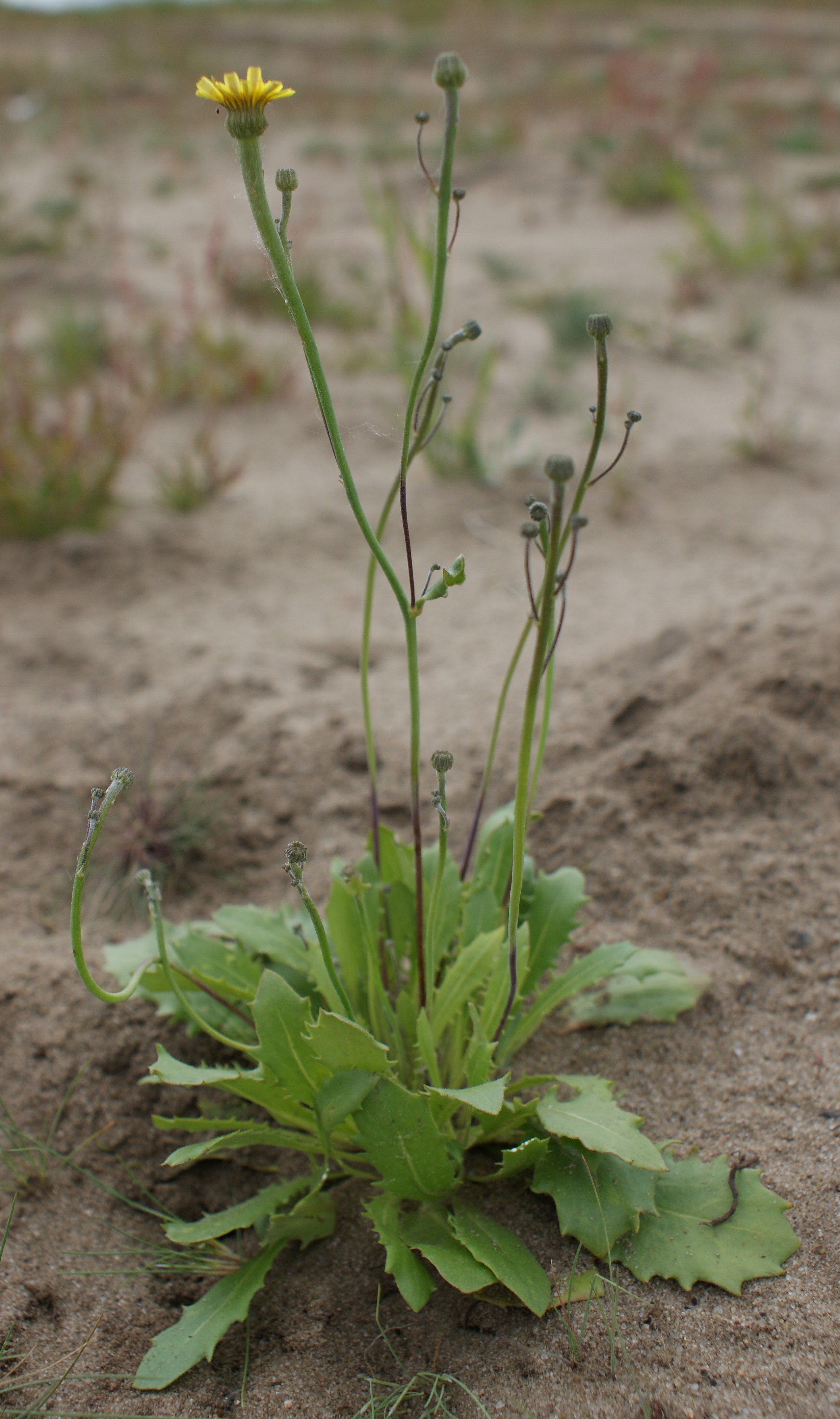
Il portamento
Arnoseris minima

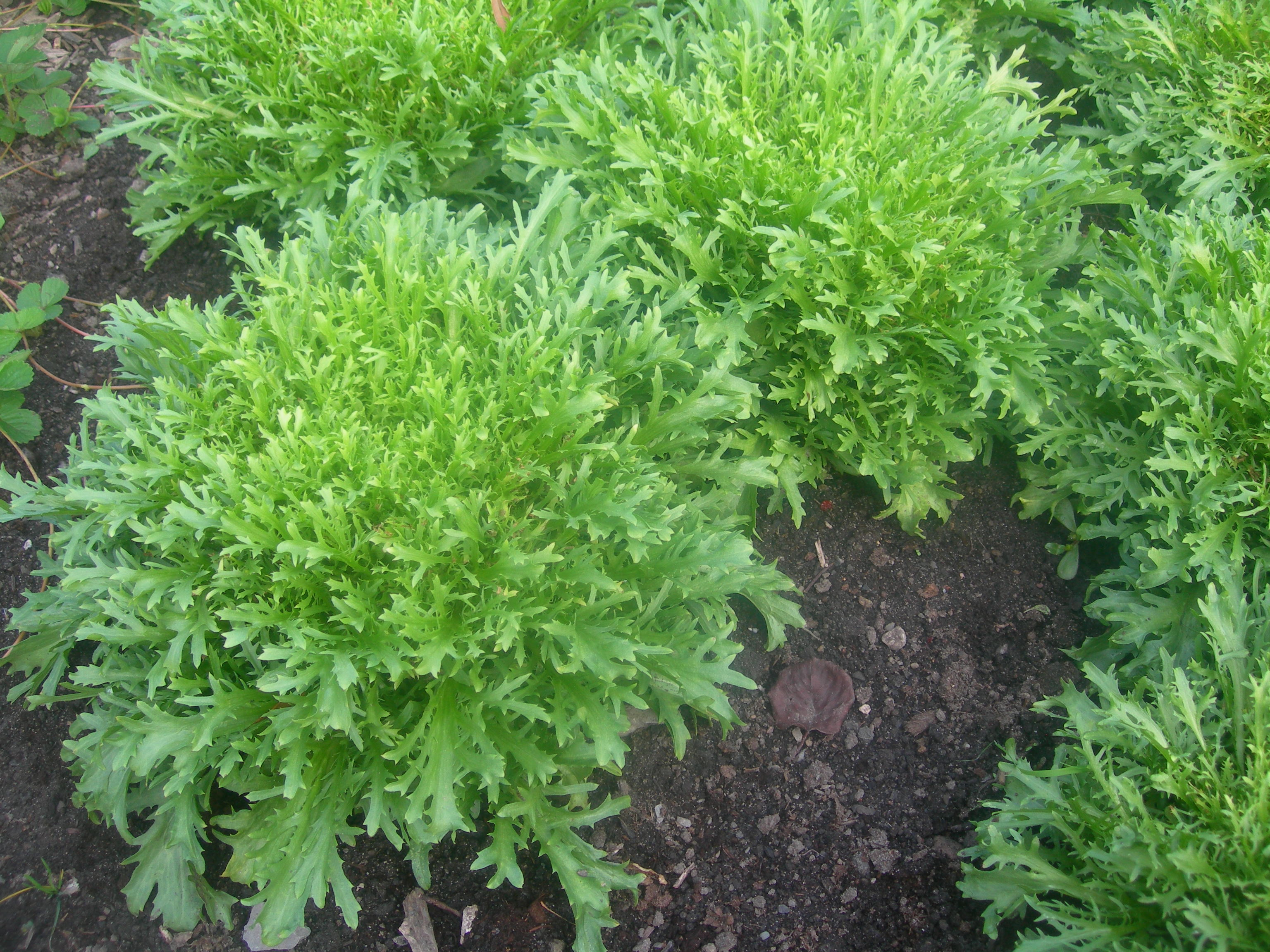
Le foglie
Cichorium endivia

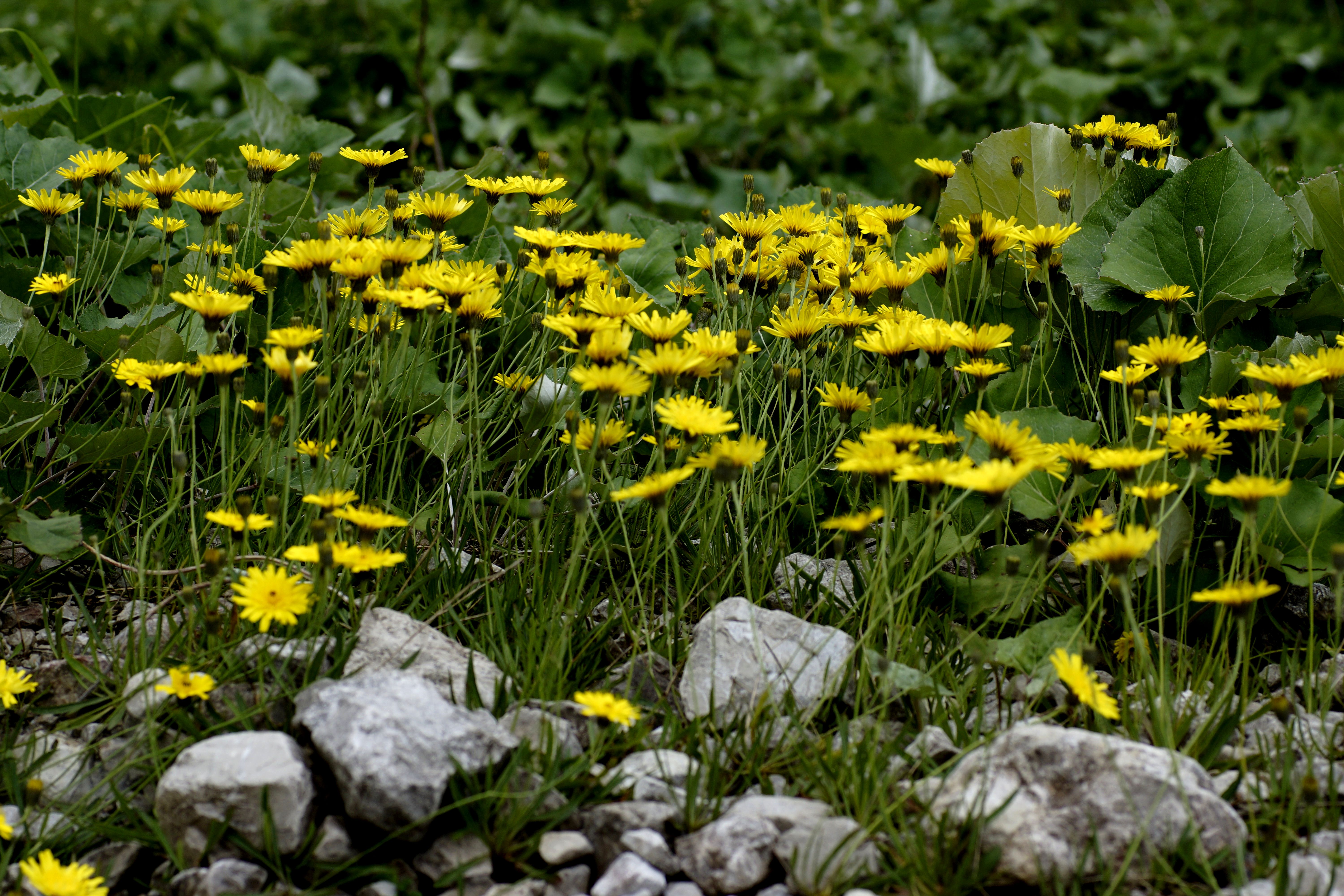
Infiorescenza
Tolpis staticifolia

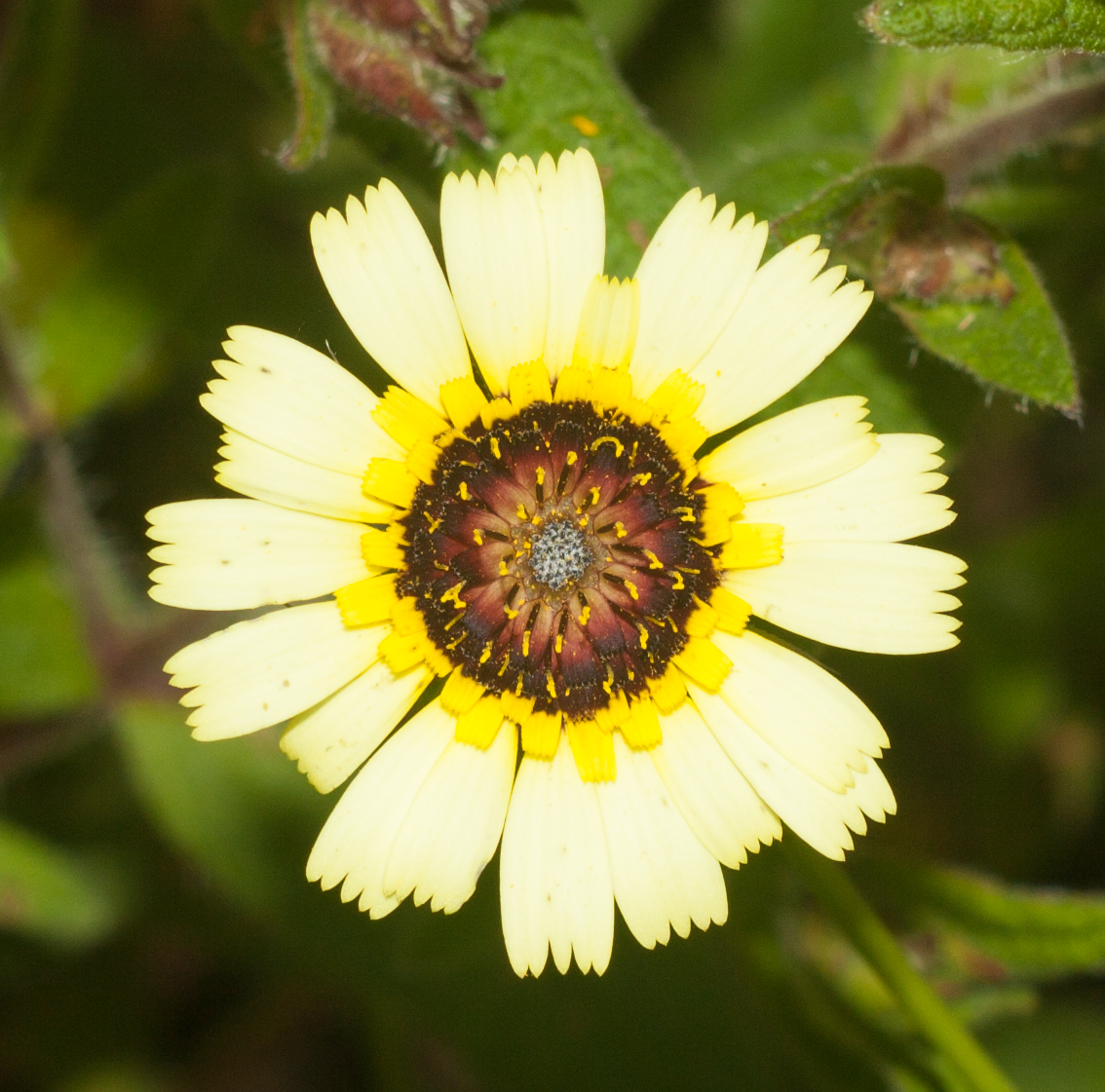
I fiori
Tolpis barbata

Habitus. Le specie di questa sottotribù sono piante erbacee annue o perenni, con portamenti variabili tra lo scaposo e habitus arbustivi. In queste specie sono presenti dei canali laticiferi.
Fusto. I fusti (da 1 a 8 per pianta), in genere eretti e ascendenti, con fusti ramosi e fogliosi oppure di tipo afilli. Le radici in genere sono di tipo fittonante (per le specie annue). I caudici possono essere legnosi e profondamente radicati oppure sono dei rizomi robusti o snelli e striscianti. Le altezze variano tra 10 – 200 cm (fino a 100 cm in quelle perenni).
Foglie. Le foglie lungo il caule sono disposte in modo alterno (ma possono essere quasi assenti o molto ridotte); le altre formano una rosetta basale. La lamina può essere intera, dentata o partita; la forma è lineare, oblanceolata, spatolata, obovata o oblanceolata. In alcune specie la consistenza è carnosa.
Infiorescenza. L'infiorescenza è composta da uno o più capolini peduncolati (i peduncoli in genere non sono rigonfi distalmente e sono sottesi da un calice con 3 - 5 brattee riflesse). I capolini, solamente di tipo ligulifloro, sono formati da un involucro composto da 5 - 25 brattee (o squame) disposte su 1 - 2 (o raramente 3) serie all'interno delle quali un ricettacolo fa da base ai fiori ligulati. La forma dell'involucro è campanulata o cilindrica o turbinata; la forma delle squame è lanceolata o lineare-lanceolata; la parte inferiore di quelle esterne può essere carnosa e indurita durante la fioritura oppure possono essere connate tra di loro; i bordi delle squame in alcune specie sono alquanto scariosi. Il ricettacolo è nudo ossia senza pagliette (in Rothmaleria le pagliette sono presenti e persistenti). Diametro dell'involucro: 2 – 5 mm.
Fiori. I fiori (da 5 a 16 per capolino), tutti ligulati, sono tetra-ciclici (ossia sono presenti 4 verticilli: calice – corolla – androceo – gineceo) e pentameri (ogni verticillo ha in genere 5 elementi). I fiori sono ermafroditi, fertili e zigomorfi.
- Formula fiorale:

*/x K {\displaystyle \infty }, [C (5), A (5)], G 2 (infero), achenio
- Calice: i sepali del calice sono ridotti ad una coroncina di squame.
- Corolla: le corolle sono formate da un tubo e da una ligula terminante con 5 denti; il colore è giallo, rosa, lavanda, bianco o azzurro. Le ligule abassialmente possono essere sfumate di viola.
- Androceo: gli stami sono 5 con filamenti liberi e distinti, mentre le antere sono saldate in un manicotto (o tubo) circondante lo stilo.[13] Le antere alla base sono acute. Il polline è tricolporato.[14]
- Gineceo: lo stilo è filiforme. Gli stigmi dello stilo sono due divergenti con la superficie stigmatica posizionata internamente (vicino alla base).[15] Gli stigmi possono essere pelosi sul lato inferiore, oppure corti. L'ovario è infero uniloculare formato da 2 carpelli.

Frutti. I frutti sono degli acheni con pappo.  Gli acheni, colorati da marrone chiaro a marrone scuro, con forme colonnari, a volte leggermente ricurvi, hanno 3 - 5 angoli; gli apici sono troncati; le facce sono uguali, a volte sono presenti delle nervature tra le facce. Il pappo, persistente e posizionato all'apice dell'achenio, è composto da squame lesiniforni o triangolari; in certi casi è ridotto ad una coroncina di dentelli (o anche nullo). Le squame sono disposte su una serie e sono da 5 a 40 al massimo.

## Biologia
- Impollinazione: l'impollinazione avviene tramite insetti (impollinazione entomogama tramite farfalle diurne e notturne).
- Riproduzione: la fecondazione avviene fondamentalmente tramite l'impollinazione dei fiori (vedi sopra).
- Dispersione: i semi (gli acheni) cadendo a terra sono successivamente dispersi soprattutto da insetti tipo formiche (disseminazione mirmecoria). In questo tipo di piante avviene anche un altro tipo di dispersione: zoocoria. Infatti gli uncini delle brattee dell'involucro (se presenti) si agganciano ai peli degli animali di passaggio disperdendo così anche su lunghe distanze i semi della pianta.

## Distribuzione e habitat
La distribuzione di questa sottotribù è abbastanza varia: Europa, Africa (soprattutto al sud), Asia (parte occidentale) e Nord America. In Italia allo stato spontaneo sono presenti alcune specie.

## Tassonomia
La famiglia di appartenenza di questa voce (Asteraceae o Compositae, nomen conservandum) probabilmente originaria del Sud America, è la più numerosa del mondo vegetale, comprende oltre 23.000 specie distribuite su 1.535 generi, oppure 22.750 specie e 1.530 generi secondo altre fonti (una delle checklist più aggiornata elenca fino a 1.679 generi). La famiglia attualmente (2021) è divisa in 16 sottofamiglie.

### Filogenesi

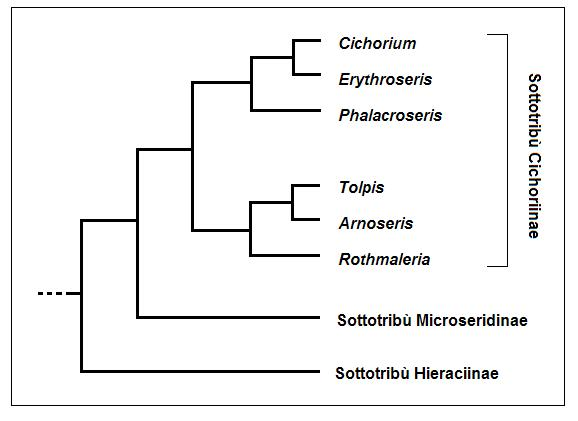
Cladogramma della sottotribù Cichoriinae

Il sottotribù di questa voce appartiene alla tribù Cichorieae (unica tribù della sottofamiglia Cichorioideae). In base ai dati filogenetici la sottofamiglia Cichorioideae è il terz'ultimo gruppo che si è separato dal nucleo delle Asteraceae (gli ultimi due sono Corymbioideae e Asteroideae). La sottotribù Cichoriinae fa parte del "quinto" clade della tribù; in questo clade insieme alla sottotribù Microseridinae forma un "gruppo fratello".
I seguenti caratteri sono distintivi per la sottotribù:
- sono presenti dei canali laticiferi (non resinosi);
- i fiori sono in genere bluastri;
- il pappo è minuto (quasi assente) con forme irregolari e circondato da scaglie acute.

Quattro dei generi della sottotribù (Arnoseris, Cichorium, Rothmaleria, e Tolpis) erano già riuniti in un unico gruppo nel 1953, ma con altri generi non correlati. In tempi più recenti, ma prima degli ultimi studi, questi generi sono stati descritti in varie circoscrizioni: il genere Arnoseris nella sottotribù Hypochaeridinae; il genere Phalacroseris nella sottotribù Microseridinae; il genere Rothmaleria nella sottottribù Catananchinae; il genere Tolpis nella sottotribù Hieraciinae. Solo ultimamente (2007) sono stati aggiunti gli altri due generi rimanenti (Erythroseris e Phalacroseris) per formare la sottotribù come attualmente è circoscritta.
La sottotribù, da un punto di vista filogenetico, è suddivisa in due subcadi principali. Nel primo subclade Erythroseris e Cichorium formano un "gruppo fratello", mentre Phalacroseris occupa una posizione basale ad entrambi. Nel second subclade Arnoseris e Tolpis formano un "gruppo fratello", mentre Rothmaleria occupa una posizione basale ad entrambi. Questa struttura della sottotribù è supportata da risultati ottenuti sia da analisi molecolari sui cloroplasti ma anche da diverse analisi morfologiche di tipo cladistico. Alcuni dubbi sono sollevati sulla posizione tassonomica del genere Phalacroseris; posizione basata solamente su dati molecolari che andrebbero rinforzati da ulteriori studi sia morfologici che fitogeografici. Il cladogramma della sottotribù (a lato e tratto dallo studio citato) evidenzia le relazioni filogenetiche dei sei generi comprese le due sottotribù vicine.
Il numero cromosomico della specie in genere è: 2n = 18 .

### Composizione della sottotribù
La sottotribù comprende 6 generi e 34 specie.

| Genere                                      | N. specie                                            | Distribuzione                                            | Caratteri pù significativi | Numeri cromosomici                                 | Fiori |
| ------------------------------------------- | ---------------------------------------------------- | -------------------------------------------------------- | --- | -------------------------------------------------- | ----- |
| Arnoseris Gaertn., 1791                     | Una specie: A. minima (L.) Schweigger & Koerte       | Europa                                                   | Il ciclo biologico della specie è annuale. - Il portamento è rosulato con foglie a forma spatolata. - Le brattee dell'involucro sono disposte su una sola serie. - Il pappo è assente. | 2n = 18 (specie diploide)                          |       |
| Cichorium L., 1753                          | 7                                                    | Europa e area mediterranea                               | Il portamento delle piante è annuo o perenne. - I fusti sono ramosi e fogliosi. - I capolini sono numerosi con molti fiori e in certi casi con peduncoli spessi. - Il blu dei fiori è brillante. - Gli acheni sono robusti con forme variabili da obovoidi a subcilindriche, sono inoltre debolmente nervati. - Il pappo (minuto) è formato da una o due serie di coroncine di brevi dentelli. | 2n = 18 (specie diploidi)                          |       |
| Erythroseris N. Kilian & Gemeinholzer, 2007 | 2                                                    | Somalia e isola di Socotra                               | L'involucro ha 5 - 8 brattee. - Il capolino ha 5 - 25 fiori. - Il pappo ha una consistenza setacea. |                                                    |       |
| Phalacroseris A. Gray, 1868                 | Una specie: P. bolanderi A. Gray                     | California                                               | Il portamento è erbaceo scaposo. - Il pappo è assente. | 2n = 18 (specie diploide)                          |       |
| Rothmaleria Font Quer, 1940                 | Una specie: R. granatensis (Boiss. ex DC.) Font Quer | Spagna                                                   | Il pappo consiste in 5 brattee triangolari legnose appuntite. - I margini delle brattee involucrali non sono scariosi. | 2n = 18 (specie diploide)                          |       |
| Tolpis Adans., 1763                         | 22                                                   | Macaronesia e Mediterraneo fino all'Iran, Africa del sud | Le foglie cauline in generale sono ridotte. - I capolini sono poco numerosi. - Le brattee involucrali sono disposte su diverse serie. - La corolla è gialla. - I bracci dello stilo sono corti. | 2n = 18 (specie diploidi, tetraploidi e esaploidi) |       |

### Flora spontanea italiana
Nella flora spontanea italiana, di questa sottotribù, sono presenti i seguenti generi:
Arnoseris.
- Arnoseris minima  (L.) Schweigg. & Körte, 1811 - Radicchio dei montoni.

Cichorium
- Cichorium intybus L. - Cicoria comune, Radicchio.
- Cichorium endivia L. - Indivia.
- Cichorium pumilum Jacq. - Indivia selvatica.
- Cichorium spinosum L. - Cicoria spinosa.

Tolpis
- Tolpis umbellata Bertol. - Radicchio ombrellato.
- Tolpis virgata (Desf.) Bertol. - Radicchio virgato.
- Tolpis staticifolia (All.) Sch.Bip. - Radicchio con foglie d'armeria.